# Cerodontha spinata
Cerodontha spinata är en tvåvingeart som först beskrevs av Franz Groschke 1954.  Cerodontha spinata ingår i släktet Cerodontha och familjen minerarflugor. Inga underarter finns listade i Catalogue of Life.